# Диоптрия
Диоптри́я (греч. διοπτρον — приспособление (зеркало) для наведения на предмет, на цель; русское обозначение: дптр) — единица измерения оптической силы линз и других осесимметричных оптических систем, м-1. 1 диоптрия равна оптической силе линзы или сферического зеркала с фокусным расстоянием, равным 1 метру.
Хотя в определении диоптрии используется только метр, являющийся одной из основных единиц Международной системы единиц (СИ), сама диоптрия в СИ не входит и считается внесистемной единицей. В то же время в Российской Федерации диоптрия допускается к применению без ограничения срока наравне с единицами СИ с областью применения «оптика». Международная организация законодательной метрологии (МОЗМ) в своих рекомендациях относит диоптрию к единицам измерения, «которые могут временно применяться до даты, установленной национальными предписаниями, но которые не должны вводиться, если они не используются».
В соответствии с Положением о единицах величин, допускаемых к применению в Российской Федерации, наименование и обозначение единицы измерения «диоптрия» не допускается применять с дольными и кратными приставками СИ.
Оптическая сила, выраженная в диоптриях, обратна главному фокусному расстоянию, выраженному в метрах, то есть, 1 диоптрия соответствует главному фокусному расстоянию 1 м; 2 диоптрии — фокусному расстоянию 0,5 м; 0,5 диоптрии — фокусному расстоянию 2 м.   Оптическая сила линз, собирающих лучи, считается положительной, а рассеивающих — отрицательной. В диоптриях выражают оптическую силу линз очков и контактных линз. Для близоруких используются рассеивающие линзы (обладают отрицательной оптической силой — отрицательное число диоптрий), для дальнозорких — собирающие (положительное значение).
Самый большой диапазон фокусировки фотокамеры, полученный с помощью одной камеры (по состоянию на 2008 год), составляет 200 диоптрий.
Хрусталик глаза являет собой двояковыпуклую линзу переменной кривизны, что обеспечивает его способность к аккомодации. Аккомодационные возможности оптической системы глаза молодого человека составляют ~18 диоптрий, с возрастом постепенно уменьшаются и к 60—65 годам практически утрачиваются. При снижении или утрате способности хрусталика изменять кривизну повысить остроту зрения можно при помощи внешней линзы (например, очков). Оптическая сила этой линзы должна компенсировать недостаток оптической силы хрусталика. Отсюда распространённое заблуждение, что острота зрения измеряется в диоптриях.